# René Amengual
René Amengual Astaburuaga (Santiago de Chile, 2 de septiembre de 1911-Ib., 2 de agosto de 1954) fue un pianista, profesor y compositor chileno, autor del himno de la Universidad de Chile y fundador de la Escuela Moderna de Música y Danza.

## Biografía

### Infancia
Fue hijo de Alberto Amengual Peña y Lillo y Aurora Astaburuaga Urzúa, quienes conformaron un hogar propicio para el cultivo de las bellas artes: Aurora, su madre, había ingresado al Conservatorio Nacional de Música en 1888, donde siguió los ramos de canto y violín con Luisa Balma y Juan Gervino, respectivamente. Una vez que obtuvo su diploma profesional, se dedicó a impartir clases de piano. Su abuelo paterno era el general y héroe Santiago Amengual Balbontín.

### Formación
Siendo aún muy pequeño, y muy probablemente estimulado por su progenitora, ingresó al Conservatorio Nacional en 1923; cinco años más tarde, lo educaron los maestros Alberto Spikin y Rosita Renard (en piano), y Pedro Humberto Allende (en composición). Concluidos sus estudios, una serie de cargos vinieron a engrosar su currículum laboral: profesor ayudante del curso de Ópera (1935), del de Piano (1937) y profesor de Análisis de la Composición Musical (1940). Este último año recibió su nombramiento de profesor de música del Liceo Experimental Manuel de Salas. En 1940 fundó junto a Elena Waiss la Escuela Moderna de Música y Danza y tres años más tarde fue becado a los Estados Unidos.
También tuvo una amplia carrera como integrante de diferentes instituciones, entre las cuales destaca la Asociación Nacional de Compositores de Chile y del Instituto de Extensión Musical (IEM). Fue director del Conservatorio Nacional desde 1947 hasta el día de su muerte, habiendo ejercido en forma interina estas funciones entre 1946 y 1947.

## Obra
En 1953 su obra Sexteto, fue seleccionada para el Festival de Música Contemporánea de la SIMC que se realizó en Oslo (Noruega) Su obra evolucionó desde el impresionismo al dodecafonismo. El aporte y trascendencia de la obra de Amengual está determinada por su posición estética de connotaciones significativamente eclécticas, su amplio criterio hizo que asimilara todo lo que fuera necesario de las tendencias de avanzada en beneficio de su expresión adicionando a su personalidad musical, su talento innato y excelente formación académica como compositor y concertista en Piano.

### Catálogo de obras
| Tipo de obra                             | Obra                                           |
| Obras Sinfónicas, con Solista y Orquesta | Preludio Sinfónico. (1939)                     |
|                                          | Concierto para Piano y Orquesta. (1941)        |
|                                          | Concierto para Arpa y Orquesta. (1950)         |
| Obras para Conjunto de Camára            | El Vaso (Soprano y Conjt. de Cámara)(1942)     |
|                                          | Sonata para Violín y Piano. (1943-1944)        |
|                                          | Suite para Flauta y Piano. (1945)              |
|                                          | Cuarteto para Cuerdas N.º 1. (1941)            |
|                                          | Cuarteto para Cuerdas N.º 2. (1950)            |
|                                          | Sexteto para Vientos. (1953-1954)              |
| Obras para Canto y Piano                 | Caricia (Texto: Gabriela Mistral)              |
|                                          | Poema de Amor.                                 |
|                                          | Manos de Mujer (Texto: Arturo Torres Rioseco)  |
|                                          | Canción de Otoño (Texto: Paul Verlaine)        |
|                                          | Amor Amor (Texto de Gabriela Mistral)          |
|                                          | Me gusta cuando callas (Texto: Pablo Neruda)   |
| Obras para Piano                         | Tres Estudios                                  |
|                                          | Burlesca                                       |
|                                          | Berceuse Trágica                               |
|                                          | Tonada. (1937)                                 |
|                                          | Suite                                          |
|                                          | Transparencias. (1937)                         |
|                                          | Homenaje a Ravel. (1937)                       |
|                                          | Sonatina. (1939)                               |
|                                          | Diez Preludios Breves. (1951)                  |
|                                          | Introducción y Allegro para Dos Pianos. (1939) |
| Obras Corales                            | Cinco Canciones de Navidad                     |
|                                          | El cantor Chileno.                             |
|                                          | Motete "Gaudent y Coelis"                      |
|                                          | Madrigal "Tórtola Amante".                     |
| Obras Didácticas                         | Álbum Infantil (12 Piezas para Piano)(1934)    |
|                                          | Ocho Canciones y Cánones (Para Coro de Niños)  |
| Himnos                                   | Himno del Liceo Manuel de Salas                |
|                                          | Himno de la Universidad de Chile. (1942)       |

## Discografía
- "René Amengual: un Enamorado de la Música", editado por SVR Producciones en 1997.

- "Piano Chileno de Ayer y Hoy", editado por SVR Producciones en 1994. En este CD fueron grabadas las siguientes obras de René Amengual: Arroyuelo (1932-1934), Tonada (1937) y Transparencia (1937).

- "Clásicos Populares Latinoamericanos en la Voz de Cecilia Frigerio", editado por SVR Producciones en 1996. En este CD fue grabada la canción de René Amengual "Me Gustas Cuando Callas" (texto de Pablo Neruda).

- "Música Chilena del Siglo XX, Vol. VII-VIII". Editado por SVR Producciones en 2001, contiene la obra Sonatina de 1939.

- De la colección "Bicentenario de la Música Sinfónica Chilena Vol. II", editado por SVR producciones en 2005, se destaca Preludio Sinfónico de 1939.

- "Bicentenario del Piano Chileno Vol. I", grabado por SVR Producciones en 2004, el pianista letón Armands Abols interpreta Diez Preludios Breves de 1911-1954.